# Paragria sesamiodes
Paragria sesamiodes là một loài bướm đêm trong họ Noctuidae.